# Pierre Wolper
Pierre Wolper, né le 21 septembre 1955 à Liège, est un informaticien belge. Il devient le 62e recteur de l'université de Liège (ULiège) le 23 octobre 2018. 

## Biographie
Pierre Wolper termine ses études d'ingénieur en électricité en 1978 à l'université de Liège et obtient un doctorat (Ph. D.) en 1982 à  l'université Stanford chez Zohar Manna, avec une thèse intitulée  Synthesis of communicating processes from temporal logic specifications. De 1982 à 1986 il travaille aux Bell Laboratories et ensuite à  l'université de Liège, où il est d'abord chargé de cours et professeur titulaire à partir de 1989. De 2001 à 2009 il dirige le département d’électricité, électronique et informatique (Institut Montefiore). De 2009 à 2014, il est Vice-Recteur à la recherche de l'université de Liège. En 2015, il devient doyen de la Faculté des Sciences Appliquées, avant d'être élu en 2018 au poste de Recteur de l'université de Liège. Anne-Sophie Nyssen lui succède à ce poste le 1er octobre 2022, devenant la première femme recteur à l’ULiège.

## Recherche
Sa recherche porte entre autres sur les méthodes de vérification de programmes réactifs et concurrents, la logique temporelle, le model checking, la théorie des automates ainsi que les bases de données temporelles. 
Pierre Wolper est auteur d'un livre d'enseignement intitulé Introduction à la calculabilité.
Il est membre du comité de rédaction du journal Formal Methods in System Design et du journal en libre accès Logical Methods in Computer Science. Il est membre de l'Academia Europaea,  et membre de l'Académie royale des sciences, des lettres et des beaux-arts de Belgique depuis 2009.

## Prix et distinctions
- Il est corécipiendaire, avec Moshe Y. Vardi, du prix Gödel en 2000 pour son travail sur la logique temporelle avec automates finis[6].
- Il est lauréat, avec G. Holzmann, M. Vardi, et R. Kurshan, du Prix Paris Kanellakis décerné par l'ACM, pour l'année  2005.
- Il est également lauréat du LICS Test-of-Time Award[7] décerné par la conférence Logic in Computer Science (en) en 2006 et en 2011.

## Publications choisies
- Moshe Y. Vardi et Pierre Wolper, « Reasoning about infinite computations », Information and Computation, Boston, MA, Academic Press, vol. 115, no 1,‎ 1994, p. 1–37 (ISSN 0890-5401, DOI 10.1006/inco.1994.1092, lire en ligne [archive du 25 août 2011]) : lauréat du prix Gödel.
- Moshe Vardi et Pierre Wolper, « An Automata-Theoretic Approach to Automatic Program Verification », dans Proceedings of the First Symposium on Logic in Computer Science, Cambridge, 1986, p. 322-331 : lauréat du prix LICS test-of-time 1996.
- Patrice Godefroid et Pierre Wolper, « A partial approach to model checking », dans Proceedings of the Sixth Symposium on Logic in Computer Science, Amsterdam, 1991, p. 406-415 : lauréat du prix LICS test-of-time 2011.
- Pierre Wolper, Introduction à la calculabilité : cours et exercices corrigés, Paris, Dunod, 2006, 224 p. (ISBN 2-10-049981-5).